# Monte Vermenone
Il monte Vermenone è un rilievo dell'Appennino centrale, nella provincia di Macerata, non lontano dal confine tra Marche e Umbria. Si eleva per 1 364 m s.l.m. a cavallo dei comuni di Fiuminata e Sefro. Sulle pendici sono situate le frazioni di Fiuminata Pontile e San Cassiano. A quota 800 m si trovano le sorgenti del Potenza. 